# Richtungsfeld
Ein Richtungsfeld ist integraler Bestandteil einer Differentialgleichung, es definiert die Form der Lösungskurve. Weiterhin bildet es als optische Interpretation die Grundlage für Näherungsverfahren wie beispielsweise das Euler-Verfahren. 
Die Lösungen einer Differentialgleichung erster Ordnung einer Skalarfunktion y(x) können in einem 2-dimensionalen Raum mit x in horizontaler und y in vertikaler Richtung gezeichnet werden. Mögliche Lösungen sind Funktionen y(x), die durch Kurven gezeichnet werden. Manchmal ist es schwierig, die Differentialgleichung analytisch zu lösen. Dann kann man jedoch die Tangenten der Funktionskurven z. B. auf einem regelmäßigen Gitter zeichnen. Die Tangenten berühren die Funktionen an den Rasterpunkten.

## Mathematische Beschreibung
Ein Richtungsfeld einer Differentialgleichung (erster Ordnung) {\displaystyle y'(x)=F(x,y(x))} wird gebildet, indem man jedem Punkt {\displaystyle (x,y)} in der Ebene einen Vektor mit Steigung {\displaystyle F(x,y)} zuordnet. Dieser gibt die Richtung an, in der die Graphen möglicher Lösungen der Differentialgleichung, die durch den Punkt {\displaystyle (x,y)} gehen, verlaufen.
Praktisch heißt das, dass in einem Koordinatensystem beliebige Punkte {\displaystyle P(x,y)} gewählt werden und dazu die Steigung durch Einsetzen in die Differentialgleichung berechnet wird. (Denn die Ableitung {\displaystyle y'} von {\displaystyle y} entspricht gerade der Steigung der Funktion.)
Zu {\displaystyle y'(x)=F(x,y(x))} lautet die Gleichung der einzelnen Tangentenstücke der Länge {\displaystyle l}:
{\displaystyle {\vec {v}}(x,y;\lambda )={\begin{pmatrix}x\\y\end{pmatrix}}+{\frac {\lambda }{\sqrt {1+F^{2}(x,y)}}}{\begin{pmatrix}1\\F(x,y)\end{pmatrix}}\quad {\text{mit}}\quad \lambda =\left[-{\frac {l}{2}},{\frac {l}{2}}\right]}
Hilfreich bei der grafischen Darstellung sind häufig auch die Isoklinen, gegeben durch die Gleichung {\displaystyle F(x,y)=\mathrm {const} }, also die Linien gleicher Steigung.

### Beispiel

Richtungsfeld für

Die Differentialgleichung {\displaystyle y'(x)=y(x)-x} besitzt in allen Punkten {\displaystyle (C,C)} den Steigungwert 0, da dieser gegeben ist durch {\displaystyle y-x=C-C=0}. Im Punkt {\displaystyle P_{1}(x,y)=(1,2)} beträgt er {\displaystyle 2-1=1}, im Punkt {\displaystyle P_{2}(x,y)=(-4,2)} dann {\displaystyle 2-(-4)=6}. Mit genügend vielen Punkten bekommt man ein Richtungsfeld, in dem Scharen von möglichen Lösungen durch ihre Funktionstangenten ansatzweise sichtbar werden.

### Octave-Script für Richtungsfeld
Das Script richtungsfeld.m ist für GNU Octave geschrieben und zeichnet ein Richtungsfeld für DGL {\displaystyle {\dot {y}}(x)=y(x)-x}, eine Differentialgleichung ersten Grades.
```
% Inhalt des Files ''richtungsfeld.m''

function
 
richtungsfeld
(
dgl
)

% dgl ist die erste Ableitung von y nach x und ist i.A. eine Funktion von x und y

% Ausschnitt und Abstand zwischen den Vektoren

y
 
=
 
-
5
:
.5
:
5
;
 
x
 
=
 
-
5
:
.5
:
5
;

for
 
y_n
 
=
 
1
:
length
(
y
)

 
for
 
x_n
 
=
 
1
:
length
(
x
)

   
len
 
=
 
sqrt
(
 
dgl
(
y
(
y_n
),
 
x
(
x_n
))
^
2
 
+
 
1
 
);
 
% Länge des Vektors für Normierung

   
dx
(
y_n
,
x_n
)
 
=
 
1
 
/
 
len
;
                   
% Länge des Vektors entlang der Abszisse

   
dy
(
y_n
,
x_n
)
 
=
 
dgl
(
y
(
y_n
),
 
x
(
x_n
))
 
/
 
len
;
 
% Länge des Vektors entlang der Ordinate

 
end

end
 

h
=
quiver
(
x
,
 
y
,
 
dx
,
 
dy
,
0.5
,
"r"
,
"linewidth"
,
1
);
 
% Vektoren zeichnen 

set
 
(
h
,
 
"maxheadsize"
,
 
0.1
);
 

xlabel
 
(
"x"
);

ylabel
(
"y"
);

print
(
'field.svg'
,
 
'-dsvg'
)
  
% Plot als svg-Datei exportieren

% Ende des Files

```

- Jetzt  rufe  man das File wie folgt innerhalb einer Octave Session auf:
```
source
(
"richtungsfeld.m"
)

dgl
 
=
 
@(
y
,
 
x
)
 
y
-
x
   
% Funktionsdefinition 

richtungsfeld
(
dgl
)

```